# Václavovice
Václavovice (en allemand : Wenzlowitz) est une commune du district d'Ostrava-Ville, dans la région de Moravie-Silésie, en République tchèque. Sa population s'élevait à 2 062 habitants en 2021.

## Géographie
Václavovice se trouve à 6 km au sud-ouest du centre de Havířov, à 11 km au sud-est du centre d'Ostrava et à 285 km à l’est-sud-est de Prague.
La commune est limitée par Šenov au nord, par Havířov au nord-est, par Kaňovice à l'est et au sud, par Sedliště au sud, et par Vratimov à l'ouest.

## Histoire
La première mention écrite de la localité date de 1302.

## Transports
Par la route, Václavovice se trouve à 8 km de Havířov, à 14 km d'Ostrava et à 365 km de Prague.